# E2 (Wieland)
E2 (umgangssprachlich „Eiermann-Tisch“) ist die Bezeichnung für einen Tisch, der einen Klassiker des deutschen Funktionalismus und der sog. „Zweiten Moderne“ darstellt. Er wurde 1965 von Adam Wieland auf Basis eines Tisches aus dem Jahr 1953 von Egon Eiermann entworfen. Der ursprüngliche Entwurf trug den Namen Tischgestell Eiermann 1. Das abgewandelte Modell wird seit 2009 unter dem Namen E2 vertrieben.

## Merkmale
Der Tisch besteht aus einer einfachen Stahlrohrkonstruktion – meist in silber oder schwarz – mit der charakteristischen „X“-Form und einer darauf abgelegten Holzplatte, die in der Regel mit weißem Melaminharz beschichtet und Buche-Umleimer versehen ist. Das mit Stiften höhenverstellbare Gestell wird in den Breiten 100 und 135 cm, in den Grundhöhen 66 und 72 cm und in den Tiefen 60, 70 und 78 cm hergestellt. Die Tischplatte ist in den Größen 2,8 × 80 × 160 cm und 2,8 × 90 × 180 cm erhältlich.

## Entstehungsgeschichte
1953 entwarf Egon Eiermann einen Tisch aus Metall für die Arbeit in Zeichensälen und Architekturbüros, welcher von der Firma Max Meier und in der Metallwerkstatt der TH Karlsruhe gefertigt wurde. Es bestand aus zwei Seitenteilen, die durch ein räumlich gekipptes Kreuz zu einem biegesteifen Tischgestell fest verschweißt wurden. Eine einfache Holzplatte wurde auf das Gestell gelegt und diente als Zeichenunterlage. 1965 regte Klaus Brunner, ein Assistent von Egon Eiermann, aufgrund seines Umzugs nach Freiburg eine transportable Version des Tischgestells an. Adam Wieland, seit 1963 Leiter der Metallwerkstatt der TU Karlsruhe, entwickelte das Tischgestell von Egon Eiermann weiter, indem er die raumdiagonal angeordneten Kreuzstreben in die Senkrechte kippte und diese mit den Seitenteilen lösbar verband. Im selben Jahr noch wurde mit der Produktion des Tischgestells begonnen.
1984 fügte Wieland der Produktreihe das E2 Stehpult hinzu, 1985 den E2 Kindertisch und den E2 Schreibtisch mit versetzten Kreuzstreben. 1995 erwarb ein Möbelhändler die Rechte für den Begriff „Egon Eiermann“ und dessen Produkte. Er modifizierte das Ursprungsgestell von 1953 und brachte es Ende der 1990er Jahre ebenfalls zerlegbar, mit metrischem Rohrdurchmesser und diversem, bereits von Adam Wieland entwickelten, Zubehör wie Höhenversteller und Kabelkanal auf den Markt. Da es sich bei dem zerlegbaren Tischgestell von Adam Wieland um eine eigenständige Weiterentwicklung des Originals handelte, blieben die Produktions- und Vertriebsrechte auch nach dem Verkauf des Namens „Eiermann“ im Jahre 1995 bei Adam Wieland.
Seit 1985 entstanden die meisten Zubehörteile wie Kabelkanal, Plattenverstärker und der Höhenversteller mit Kopfplatte. 2009 wurde in Zusammenarbeit mit dem Produktdesigner Kai Funke der PC-Halter komplett überarbeitet. Im selben Jahr wurde auch der Produktname E2 entwickelt und als Marke beim Deutschen Patentamt angemeldet.

## Weitere Informationen
- Egon Eiermann
- Möbeldesign
- Neues deutsches Design, die Gegenströmung zum Funktionalismus